# Graysville (Tennessee)
Graysville è un comune degli Stati Uniti d'America, situato nello Stato del Tennessee, nella Contea di Rhea.